# Bitwa pod Świdnem
Bitwa pod Świdnem – bitwa Powstania Styczniowego stoczona 29 października 1863 roku w Świdnie przez stuosobowy oddział powstańców i oddział pułkownika Rambacha.
Źródła rosyjskie podają jej następujący przebieg:

Dowódca oddziału Węgrowskiego, Pułkownik Ramabach, otrzymał wiadomość w m. Sokołowie, o zbieraniu się band w okolicach Kosowa i wyruszył tam w d. 15 (27) października, w nocy, z 3-cią kompanią strzelców Żmudzkiego pułku grenadierów i 3-cią kompanią liniową Rewelskiego pułku, półszwadronem Smoleńskiego pułku ułanów, plutonem dział żłobkowanych i 70 kozakami z pułku Dońskiego Nr. 24. We wsi Chruszczewce wykryto ślady nieprzyjaciela, któremi wyruszył oddział, a mianowicie do m. Międzylesia, a ztamtąd, na zasadzie otrzymanych wiadomości o powstańcach, przez m. Liw do powiatu Stanisławowskiego.

Dnia 17 (29) paźd. przednie części oddziału doścignęły nakoniec we wsi Czerwonce (o 22 wiorst na północ od Kałuszyna) bandę z więcej niż 100 ludzi. Za przybyciem wojska powstańcy uciekli ze wsi w dwóch kierunkach, ku wsi Nasierowice i kolonii Świdno, ścigani do tych punktów przez kozaków i 3-cią kompanię strzelców Żmudzkiego pułku grenedyerów. Straty ze strony powstańców bardzo znaczne; ujęto jeńców 29, oprócz tego zabrano 30 sztuk broni. Ze strony wojska zabito 1, a 2 raniono.

Polskie źródła to zbiorowy akt zgonu zamieszczony w księgach parafialnych Parafii pw. Piotra i Pawła we Wierzbnie:
Działo się to we wsi Wierzbno dnia 31 października 1863 r. o godzi. 12. W wymienionym dniu stawili się Stanisław Kowalczyk, kolonista ze Świdna, lat 65 i Jan Miśkiewicz, kolonista z Emina, lat 48 liczący i obwieścili, że dnia 29 bieżącego miesiąca robili od godz. 9 do 10 rano na polu boju wsi Świdno i Emina, znaleźli mężczyzn 17 imienia i nazwiska niewiadomych, lat od 18 do 30 mających. Przekonaliśmy się naocznie o zajściu tych 17 nieznajomych, akt stawiających świadków odczytawszy, podpisaliśmy. Ks. Jan Niemyski - proboszcz Parafii Wierzbno utrzymujący akta stanu cywilnego. 

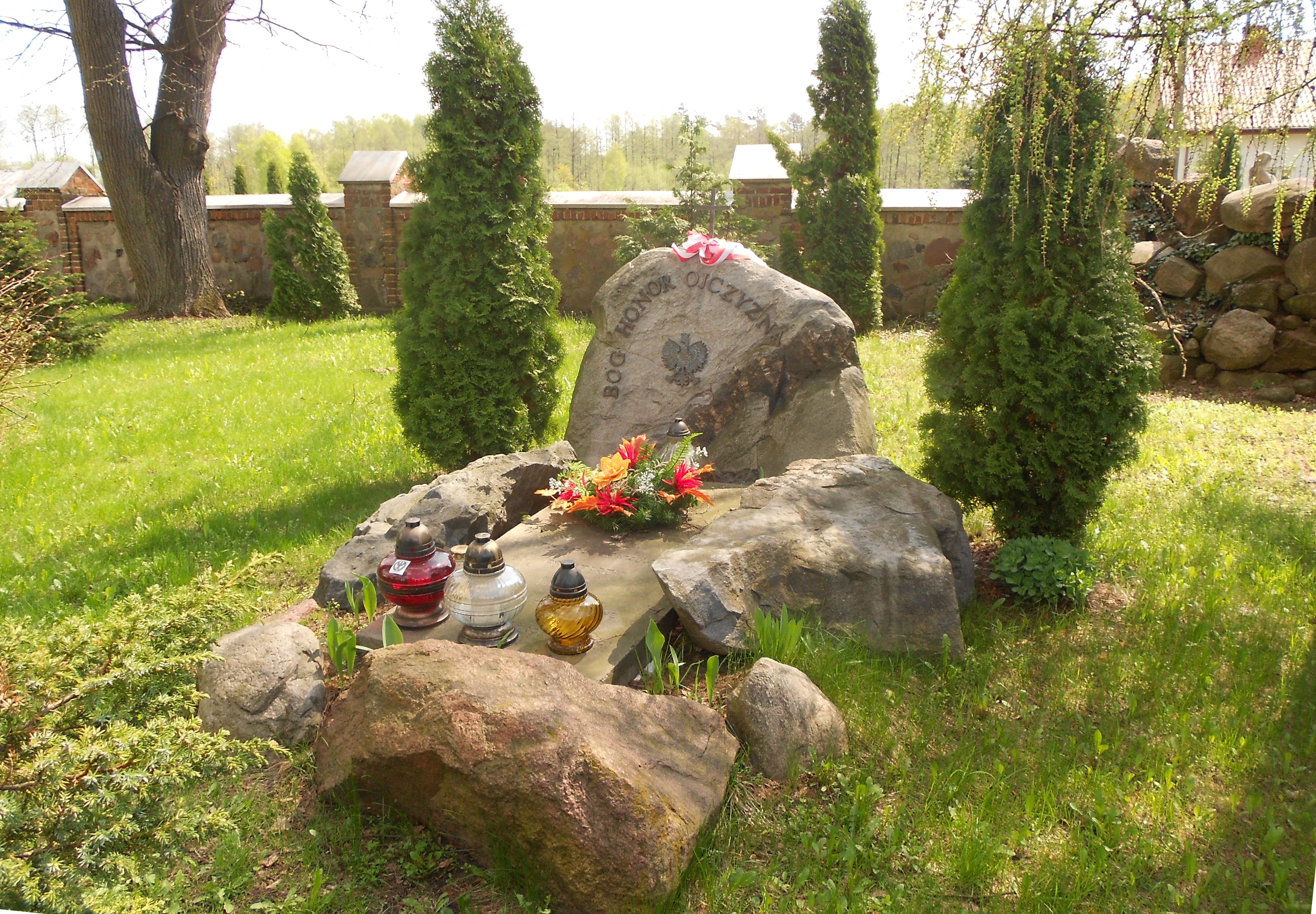
Miejsce pochówku powstańców styczniowych

Na podstawie aktu zgonu można stwierdzić, że pod Świdnem zginęło 17 powstańców. Koloniści zbierają ciała pobitych z pól świdnowskich i przywożą je do Wierzbna. Tam zostają pochowani na terenie przykościelnym. Obecnie w miejscu mogiły znajduje się płyta nagrobna oraz kamień z Orłem oraz napisem: "Bóg Honor i Ojczyzna". 
Nie wiadomo natomiast jaka wieś kryje się pod nazwą Nasierowice. Wieś o takiej nazwie nie istnieje oraz nigdy nie istniała. 
Na podstawie przedstawionych informacji znana jest strona rosyjska tej bitwy natomiast nie wiadomo kto walczył po stronie polskiej. A. Wocial w „Rocznik Mińsko Mazowiecki” twierdzi, iż był to oddział Kazimierza Kobylińskiego. Jako źródło podaje on opracowanie S. Zielińskiego. Informacje o bitwie (u Zielińskiego bitwa została skatalogowana jako bitwa pod Czerwonką) zamieszczone przez Zielińskiego są znacznie skromniejsze niż z Gazety Warszawskiej. Sam Zieliński powołuje się na Kurjer Warszawski, w którym opis jest prawdopodobnie zbliżony do Gazety Warszawskiej. 
Wydaje się jednak mało prawdopodobne aby pod Świdnem walczył Kobyliński. Zgodnie ze źródłami rosyjskimi 27. października Rambach zostaje zaalarmowany, że koło Kosowa gromadzą się jakieś oddziały. 27 października natomiast Kobyliński stoczył bitwę pod Kuflewem. Nie był więc w stanie przenieść się w jedną noc 70 km dalej (w Świdnie zginęła piechota), przechodząc ponadto pod nosem stacjonującego w Sokołowie Podlaskim Rambachowi. Poza tym Rosjanie podają, iż pod Kuflewem rozbili Polaków doszczętnie. 
Inną z hipotez jest iż pod Świdnem bił się Szymon Wizunas Szydłowski. Ten co prawda w swoim pamiętniku podaje, że został ranny w bitwie pod Czerwonką w Augustowskiem. Jednakże nie jest nigdzie odnotowane aby pod Czerwonką koło Augustowa toczyła się jakakolwiek bitwa Powstania Styczniowego. A sam Szydłowski zapuszczał się już wcześniej na tereny zachodniego Podlasia walcząc chociażby pod Łosicami.
Ta hipoteza jednak również wydaje się mało prawdopodobna. Dlatego też na chwilę obecną dowództwo oddziałów polskich jest nieustalone.